# Nature Electronics
Nature Electronics è una rivista scientifica mensile di elettronica, sottoposta a revisione paritaria e pubblicata dalla Nature Portfolio. È stata fondata nel 2018. Il caporedattore è Owain Vaughan.

## Indicizzazione
Gli abstract e gli articoli della rivista sono indicizzati da:
- Science Citation Index Expanded
- Scopus

Secondo il Journal Citation Reports, nel 2022 la rivista ha ricevuto un fattore di impatto pari a 34.3.